# 중국계 미얀마인
중국계 미얀마인(버마어: မြန်မာတရုတ်လူမျိုး; 중국어: 緬甸華人)은 미얀마 화교라고도 불리며 미얀마의 중국계 후손이다. 이들은 미얀마에서 태어나거나 자란 해외 화교 집단이다. 기록되지 않은 중국 인구 중에는 혼혈인들도 있지만, 신뢰할 수 있는 인구 조사가 부족하기 때문에 집계되지 않는다. 2012년 기준으로, 미얀마 인구의 3%가 중국인이다.
미얀마 화교들은 잘 확립된 중산층의 민족 집단이며 미얀마 사회의 모든 계층에서 잘 나타난다. 중국계 미얀마인들은 또한 미얀마의 사업 부문에서 주도적인 역할을 하고 있으며 오늘날 미얀마 경제를 지배하고 있다. 게다가, 미얀마 화교들은 카잉 카잉, 킨 눈, 네 윈, 산 유와 같은 몇몇 사람들이 주요 정치인이었던 것으로 미얀마의 정치 현장에서 강한 영향력을 가지고 있다.

## 기원
양곤과 미얀마 하부는 전통적으로 푸젠성과 광둥성에서 온 한족들이 살고 있었고, 만달레이와 코캉과 같은 미얀마 상부는 윈난성에서 온 한족들이 살고 있었다.
호키엔족과 광둥족은 화교 인구의 45%를 차지한다. 윈난족은 화교 인구의 30~40%를 차지한다.

## 역사

### 식민지 이전 시대
오늘날 미얀마에서 중국인에 대한 가장 오래된 기록은 송나라와 명나라의 기록이다. 18세기에 명나라 왕자들은 코캉(현재의 미얀마 북부)에 정착했다. 그러나 중국 상인들은 수도와 바모와 같은 이라와디 북부의 마을까지 여행했다. 그들 중 일부는 아마라뿌라에 머물며 중국인 공동체를 시작했고, 1859년 민둔왕이 수도를 만달레이로 옮겼을 때, 뒤에 남기로 결정한 유일한 중국인 공동체였다. 그들의 후손들 중 많은 수가 호스트 사회와 결혼했고 아마라뿌라의 중요하고 존경 받는 시민으로 남아있다.

### 식민지 시대

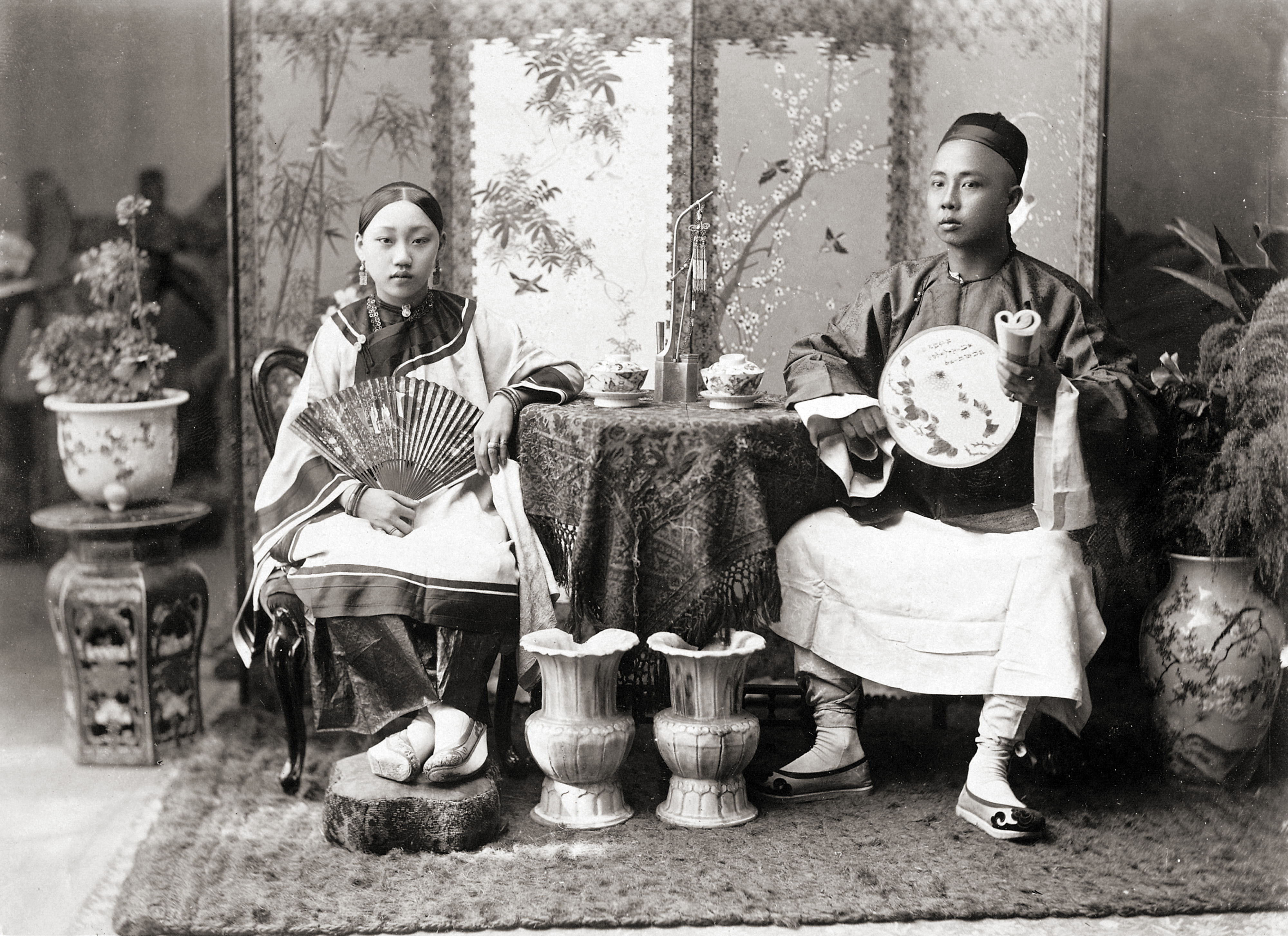
1895년 양곤에서 중국계 미얀마인 상인과 그의 아내의 초상화

또 다른 이민의 물결은 19세기 영국의 식민지 관리하에서 일어났다. 영국은 인도인들과 중국인들이 영국령 버마로 이주하는 것을 장려했고, 취업 기회와 기업 그리고 부를 축적하기 위한 그러한 인센티브는 많은 중국인들을 끌어들였다. 그들은 주로 영국령 말라야를 거쳐 버마로 왔다. 중국인들은 매우 수익성이 높은 쌀과 보석 산업에서 빠르게 지배적이 되었다. 많은 사람들이 상인이 되었고 도매와 소매업을 모두 소유한 무역상이 되었다. 대부분의 중국인이 쿨리 노동자였던 영국령 말라야와는 달리 버마의 중국인들은 주로 장인과 상인 계층 출신이었다.

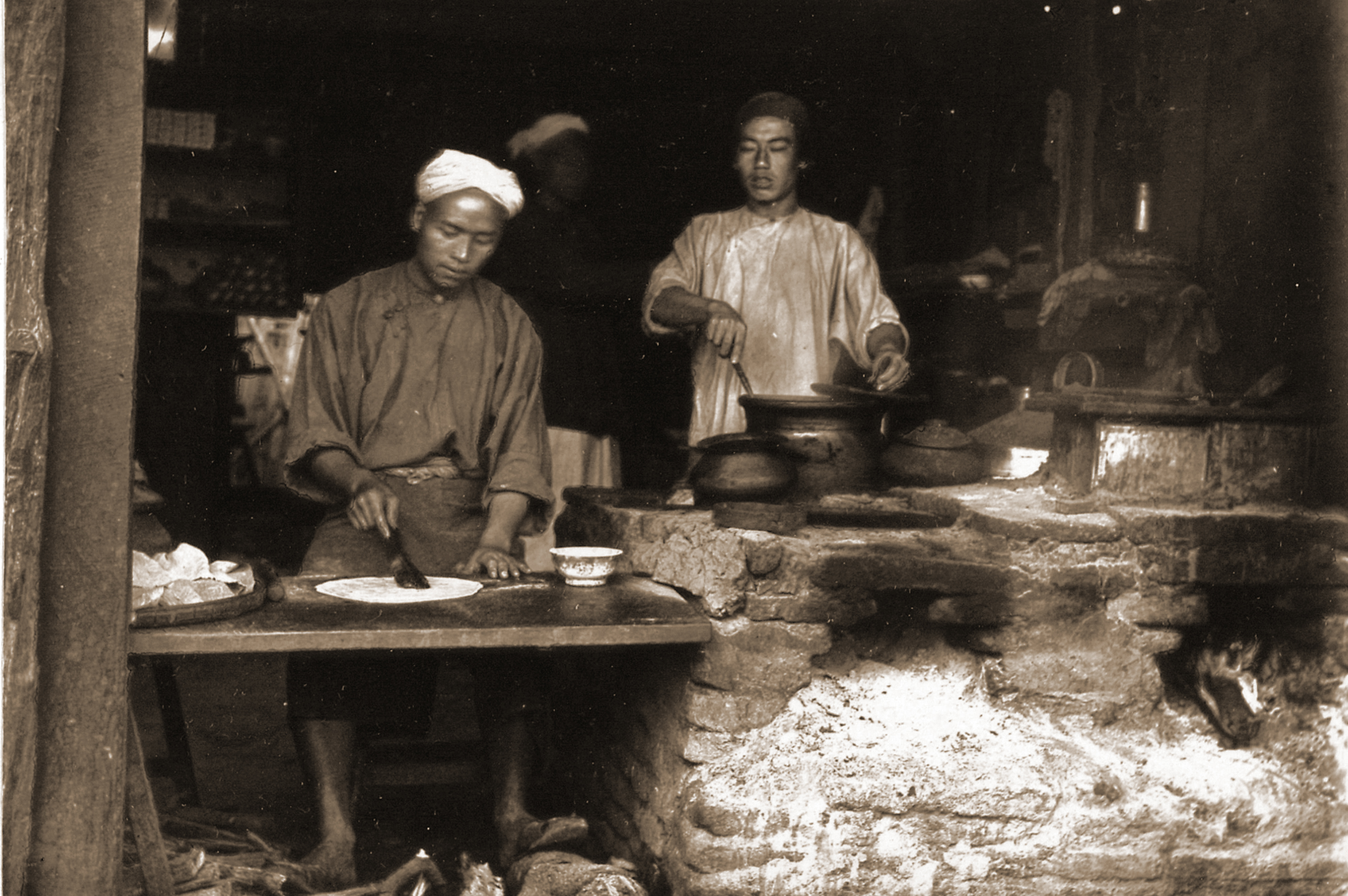
1800년대 후반 만달레이 차이나타운의 제빵점

그들은 버마족과 마찬가지로 중국티베트어족 계통의 사람들이었고, 푸크포(남매)라는 별명에 내포된 불교 신자들이었기 때문에 버마 사회에 잘 통합되었다. 영국 통치 기간 동안 중국인과 버마인, 특히 중국인과 버마인 여성 사이의 결혼은 버마 불교법에 따른 중국인과 버마인 결혼의 법적 지위에 대한 고등법원의 판결에서 증명되었듯이 버마에서 가장 흔한 형태의 결혼이었다. 1935년부터 영국 통치가 끝날 때까지, 중국인들은 식민지 입법부인 하원에서 대표되었다.
연합국구제부흥기관에 따르면, 제2차 세계 대전 이후, 버마에서 쫓겨난 버마 화교들은 버마로 돌아가기 위해 송환을 요청한 동남아시아에서 가장 많은 수의 해외 화교들이었다.

## 교육
미얀마 화교들은 교육을 매우 중요시하며 미얀마에서 고급(의학, 공학 또는 박사) 학위를 가진 사람들 중 불균형적으로 높은 비율을 차지한다. 1982년 네 윈이 미얀마 화교들을 위한 미얀마 시민권을 세 가지 범주로 더 제한했을 때, 미얀마 시민권이 없는 사람들이 고급 학위를 추구하는 것을 오랫동안 금지하지 않았다면 그 수치는 더 높을 것이다. 특히 완전한 시민권이 없는 사람들과 FRC를 보유한 사람들은 의학, 공학, 농업 및 경제 기관을 포함한 전문 고등학교에 다니지 않는다. 많은 부유한 중국계 미얀마 가정들은 그들의 아이들을 초중등 교육을 위해 도시의 영어 학교에 보내고, 교육을 위해 중국과 싱가포르 대학에 보낸다. 현재, 많은 부유한 미얀마 화교들은 그들의 자녀들을 특히 태국, 말레이시아, 싱가포르로 유학 보내고 있다. 대만 정부가 해외 화교들을 유학시키고 정착시키기 위해 '귀국'하는 데 원조와 장학금 인센티브를 제공하기 때문에 대만은 또한 주요 목적지이다.

## 같이 보기
- 중국계 태국인